# 해골 댄스
《해골 댄스》(영어: The Skeleton Dance) 는 1929년 실리 심포니스 시리즈의 첫 번째 작품으로 제작된 코미디 호러 단편 애니메이션이다.  월트 디즈니가 제작 및 감독을 맡았고 어브 아이웍스가 애니메이션을 담당했다. 줄거리는 부활한 인간 해골이 무시무시한 묘지 주변에서 춤을 추고 음악을 연주하는 것으로, 중세 유럽의 " 죽음의 무도 " 이미지를 현대 영화로 표현했다. 저작권은 1957년에 갱신되었으며, 1929년에 출판된 작품으로 2025년 1월 1일에 미국에서 저작권이 소멸했다.
1937년 컬럼비아 픽처스가 아이웍스가 각본을 쓰고 감독한 컬러 리메이크 작품인 《Color Rhapsody》단편 Skeleton Frolic을 출시했다.

## 줄거리
나뭇가지에 앉아 있는 부엉이에서 시작된다. 그 후, 배경에 교회가 있는 텅 빈 묘지가 나타난다. 교회의 시계의 분침이 12시를 가리키면서 종이 울리기 시작하고, 그 소리에 배럴 위 박쥐들이 날아가 버린다. 한 마리 개는 달을 향해 울부짖고, 두 마리 고양이가 무덤 위에서 싸운다. 해골이 무덤에서 나와 신나게 뛰어다니다가 부엉이의 울음소리에 놀라 무덤 뒤에 숨는다. 부엉이의 울음소리에 과도하게 반응한 자신에게 화가 난 해골은 자신의 머리를 목에서 떼어 부엉이에게 던져 부엉이의 깃털을 떼어놓는다. 그런 다음 그 머리는 다시 무덤으로 튕겨 돌아가 몸에 돌아온다.
이어서 네 개의 해골이 무덤에서 나타나 춤을 추기 시작한다. 그 중 하나는 두 개의 뼈를 가지고 파트너의 척추와 머리를 연주하여 음악을 연주한다. 또 다른 해골은 혼자 춤을 추다가 마치 고양이의 꼬리를 바이올린을 연주하듯이 연주한다. 수탉이 울면서 아침이 다가오는 것을 알리자 해골들은 허둥지둥하면서 숨기 시작하지만 그들의 몸은 서로 부딪히고 뒤섞인다. 뒤섞인 해골들은 무덤으로 돌아간다.

## 제작
1928년 중반 당시 월트 디즈니는 새로운 미키 마우스 만화의 배급 계약을 맺고 첫 번째 사운드 만화인 증기선 윌리의 사운드트랙을 녹음하기 위해 뉴욕으로 가던 중 캔자스 시티에 들르는 동안 디즈니는 당시 아이시스 극장의 오르가니스트로 일하고 있던 옛 지인 칼 스톨링을 방문하여 첫 두 개의 미키 단편, 《정신나간 비행기》과 《갤로핀 가우초》에 대한 음악을 작곡했다. 그곳에서 스톨링은 디즈니에 음악과 애니메이션을 결합한 뮤지컬적인 만화 시리즈를 제안했는데, 이것이 시작이 되어 묘지에서 춤추는 해골에 대한 아이디어를 제시했다. 스톨링은 이후 디즈니 스튜디오에 스태프 작곡가로 합류했다.

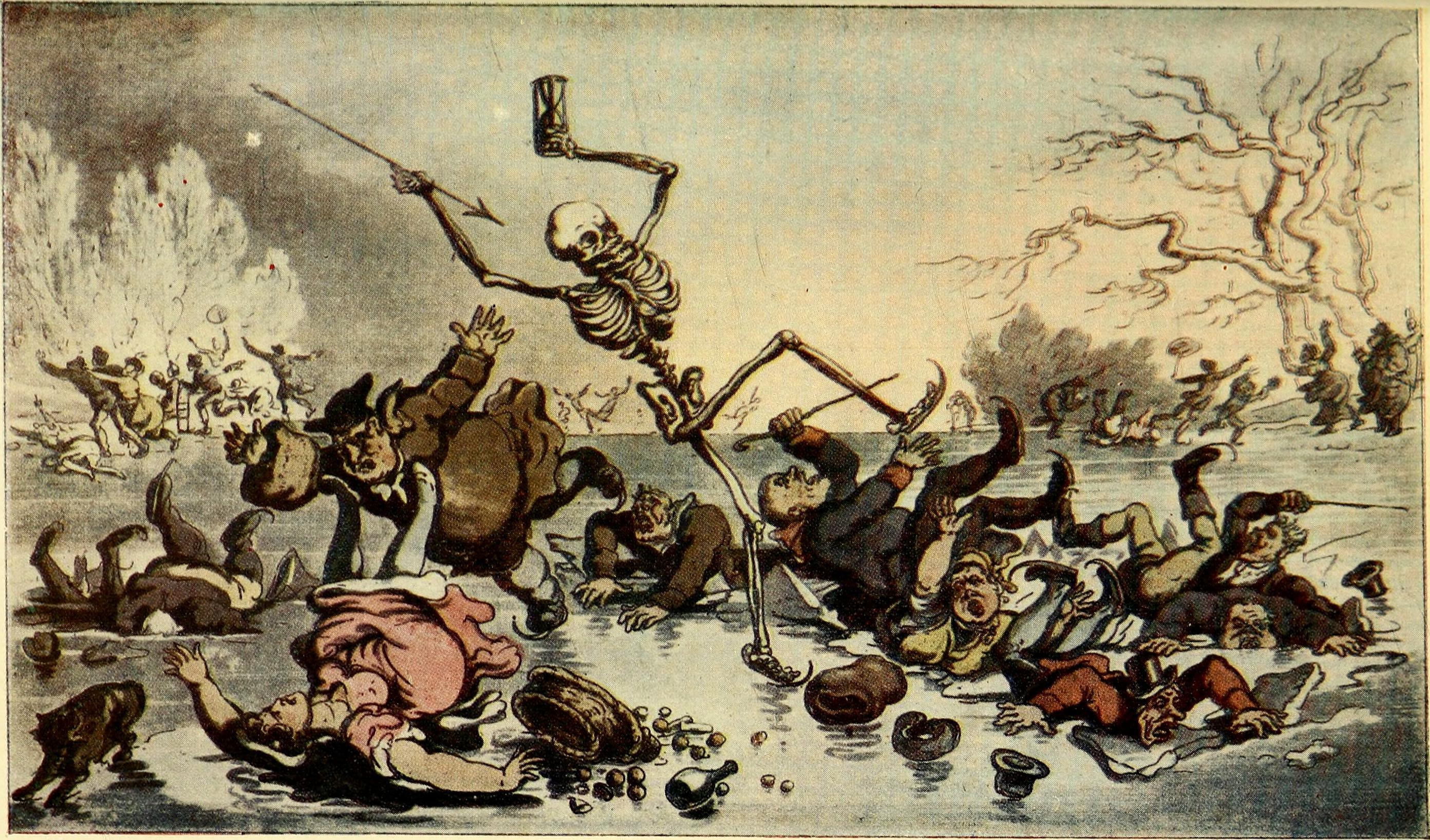
단편 영화에서 어브 아이웍스 해골 디자인에 영감을 주었을 수 있는 토머스 롤랜드슨의 해골을 특징으로 하는 예술 작품

의 애니메이션은 1929년 1월에 시작되었으며 어브 아이웍스가 거의 6주 동안 대부분의 그림을 그렸다. 아이웍스는 "영국 만화가 롤랜드슨이 그린 그림"에서 해골에 대한 영감을 얻었다고 밝혔다.
사운드트랙은 다음 달 미키 마우스 단편 영화인 오프리 하우스와 함께뉴욕의 팻 파워스의 시네폰 스튜디오에서 녹음되었다.

## 반응
1994년 애니메이션 분야 종사자들의 투표에서 역대 최고의 만화 50편 중 18위에 선정되었다.

## 개봉
시리즈의 전국 배급사를 확보하기 위해 월트와 로이 디즈니는 1929년 6월 로스앤젤레스의 카르테이 서클 극장 과 샌프란시스코의 폭스 극장에서 상영하기로 했으며, 팻 파워스는 7월부터 뉴욕의 록시 극장 에서 공연하기로 했다. 8월 초, 컬럼비아 픽처스가 영화를 배급하기로 합의했고 9월에 Roxy에서 컬럼비아가 개봉시켜 극장 역사상 처음으로 재상영되는 영화가 되었다.
1931년 3월, 뉴욕 타임스는 이 영화가 "너무나 기괴하다"는 이유로 덴마크 에서 상영 금지되었다고 보도했다.

## 홈 미디어

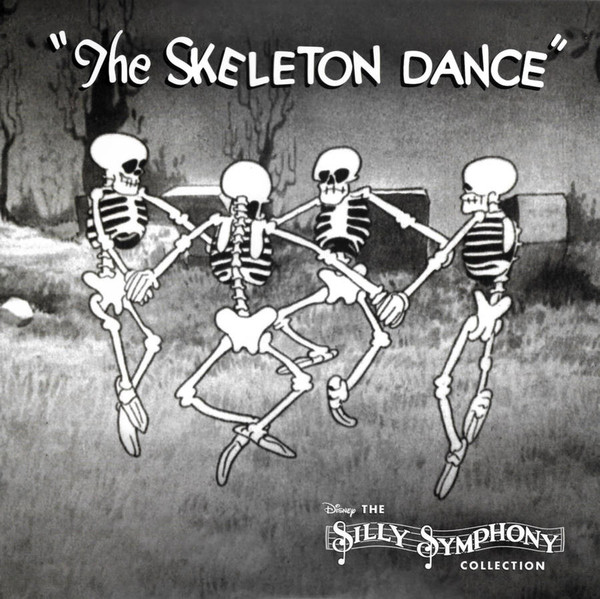
사운드트랙은 2016년에 바이닐로 출시되었다.

2001년 12월 4일 《Walt Disney Treasures: Silly Symphonies - The Historic Musical Animated Classics》에서 출시되었다. 2009년 《백설공주와 일곱 난쟁이》 다이아몬드 에디션 블루레이의 보너스 영상으로 포함되었다. 2023년 7월 7일 디즈니+에 출시되었다.